# Дамик-илишу II
Дамик-илишу II — царь Страны Моря, правил в 1666–1641 годах до н. э.
Вёл войну с царём Вавилона Амми-дитаной, который захватил и разрушил крепость, построенную Дамик-илишу II (около 1647 года до н. э.).